# Straßenfunde
Straßenfunde ist ein Sachcomic von Anne Zimmermann, der in Zusammenarbeit mit Gangway entstand, einem Verein für Straßensozialarbeit in Berlin. Zimmermanns Comicdebüt erschien 2019 beim Hirnkost Verlag. Sie illustriert darin den Arbeitsalltag von Streetworkern des Vereins.

## Inhalt
Anne Zimmermann gibt Geschichten aus dem Alltag der Straßensozialarbeit wieder, die auf realen Begebenheiten beruhen. Die Darstellung ist stark verallgemeinert, damit möglichst keine Rückschlüsse auf einzelne Personen gezogen werden können. Gleichzeitig erklärt sie einige Begriffe und Grundsätze der Straßensozialarbeit, wie Niedrigschwelligkeit, Nähe-Distanz-Verhältnis und Kontinuität oder strukturelle Faktoren wie Gentrifizierung und Kapitalismus. Den roten Faden bildet der Gedanke, dass viele Menschen vom System nicht aufgefangen oder ganz übersehen werden.
In den Anekdoten sind zum Beispiel Sprechstunden, Ausflüge und Autofahrten zu sehen. Jugendliche werden bei Behördengängen, in der Haft oder zum Gericht begleitet. Vor diesem Hintergrund beschäftigt sich Zimmermann auch mit Fragen zur Straßensozialarbeit, etwa was die Arbeit ausmache oder wie man es schaffen könne, Nähe und Vertrauen zu den Schützlingen aufzubauen und dabei gleichzeitig die notwendige emotionale Distanz zu wahren.
In der Regel ist jedem der zwölf Kapitel eine für den Arbeitsalltag bedeutende Definition vorangestellt, die anhand der anschließenden Kurzgeschichte illustriert wird. Die Kapitelüberschriften lauten:
1. Was motiviert, im Streetwork tätig zu sein?
2. Niedrigschwelligkeit
3. Nähe-Distanz als Element von Professionalität
4. Die Notwendigkeit von Kontinuität
5. Woran erkennen Fachkräfte den Erfolg ihrer Arbeit?
6. Gentrifizierung und die sozialräumliche Wirkung auf junge Menschen und Obdachlose
7. Klischees im Handlungsfeld
8. Gemeinwesenarbeit
9. Die Persönlichkeit der Fachkräfte in der Anwendung der Methode
10. Selbstwirksamkeit und Eigenständigkeit
11. Die Notwendigkeit des Teams
12. Fazit: Warum Streetwork? Aus Sicht der Autorin[3]

## Entstehung und Stil
Ursprünglich plante Gangway für 2020 eine Jubiläumsfeier zum 30-jährigen Bestehen des Vereins, die wegen der COVID-19-Pandemie in Deutschland nicht stattfinden konnte. Stattdessen entschied man sich, Straßensozialarbeit in Form eines Comics vorzustellen. Der Auftrag ging an Zimmermann. Sie führte Gespräche mit den Streetworkern von Gangway, unter anderem über deren praktische Erfahrungen und theoretische Grundlagen, und begleitete sie bei ihrer Arbeit in verschiedenen Stadtteilen von Berlin. Es ginge Zimmermann dabei nicht um eine Abbildung „dramatische[r] Einzelschicksale oder Elend“, sondern darum, einen „umfassenden Einblick in die Straßensozialarbeit zu vermitteln“. Laut Gangway bietet Straßenfunde einen authentischen und ehrlichen Einblick in die Straßensozialarbeit, unabhängig davon, ob schon Vorwissen bestehe, ob Leserinnen und Leser selbst im Streetwork arbeiten möchten oder einfach nur interessiert seien.
Der Comic verbindet Querschnittsthemen sozialer Arbeit mit Anekdoten aus der Straßensozialarbeit und macht damit den Arbeitsalltag der Streetworker in Berlin erlebbar, wodurch ein subjektives Bild entsteht. Mit Blick auf sozialwissenschaftliche Forschung liegt mit Straßenfunde eine qualitative Studie auf Basis von Interviews und teilnehmender Beobachtung vor. Gegenstand der Untersuchung ist dabei das Bild der Fachkräfte, das sie von ihrem Handlungsfeld haben. Darin eingeschlossen ist auch Selbstkritik, etwa durch das Überzeichnen von Widersprüchen. Entsprechend der Anlage des Comics werden subjektive Antworten gegeben, eine Einordnung oder Auseinandersetzung mit Fachliteratur findet nicht statt.

## Veröffentlichung
Straßenfunde ist das Debütcomic von Zimmermann und erschien im September 2019 beim Hirnkost Verlag. Anlass für die Auftragsarbeit war das 30-jährige Bestehen von Gangway.

## Rezeption
Die Jubiläumsschrift solle „gefällig sein und werben“, schreibt Maria Wolf in ihrer Rezension auf socialnet.de, was „in Zeiten des Fachkräftemangels gerade für ein Handlungsfeld wichtig“ sei, das „hohe Anforderungen an ihre Fachkräfte stellt“ und ein „Schattendasein in der (fach-)öffentlichen Aufmerksamkeit fristet“. Das „induktive und voraussetzungsfreie Vorgehen“ mache es denjenigen leicht, die „bis dato kaum belastbare Vorstellungen von Straßensozialarbeit hatten“. Menschen, denen das „Handlungsfeld vertraut ist“, fänden sich in dem Comic wieder; auf einige Fragen hätte „man vielleicht eine andere Antwort, man assoziiert andere Szenen und beginnt ein wenig zu reflektieren“. Es sei gut möglich, dass Straßenfunde „Streetwork stärker in den Fokus der Aufmerksamkeit innerhalb der Sozialen Arbeit rückt“.
Im Jahr 2023 erhielt Straßenfunde einen GINCO Award als „Bester Sachcomic“. Für die Jury zeigen die „einfühlsame Darstellung der Personen und auch das sehr praxisnahe Eintauchen […] in die Thematik“ ein Engagement, das über eine reine Auftragsarbeit hinausgehe. Zimmermann entwerfe ein „sehr lebendiges Bild vom Alltag der Sozialarbeit“ und bringe die Geschichten „virtuos zu Papier“. Die Anekdoten seien „authentisch“ erzählt, ohne dabei „voyeuristisch“ zu sein, und würden „wichtige Thema auch Laien“ näherbringen.